# Савимби, Рафаэл Сакайта
Рафаэл Массанга Сакайта Савимби (порт. Rafael Massanga Sakaita Savimbi; 16 октября 1978, Луиана, Квандо-Кубанго) — ангольский политик, секретарь партии УНИТА, заместитель генерального секретаря. Младший сын Жонаса Савимби.

## Младший Савимби
Родился на военной базе повстанческого движения УНИТА. Отцом Рафаэла Сакайты был основатель и лидер УНИТА Жонас Савимби, матерью — Катарина Массанга, жена и соратница Савимби, известная в УНИТА под прозвищем Мать Катарина.
Первые годы жизни Рафаэл Савимби провёл на территориях, контролируемых повстанцами. Долго жил в Уамбо. С детства проникся идеологией УНИТА и фанатичной преданностью своему отцу. Образование получал в Великобритании, Франции, Кот д’Ивуаре и Гане. По специальности экономист и инженер-нефтяник.
Рафаэлу Савимби было 23 года, когда 22 февраля 2002 погиб в бою Жонас Савимби. Менее чем через полтора месяца были заключены мирные соглашения с правительством, легализовавшие УНИТА как политическую партию.

## Продолжатель семейной традиции
В отличие от многих других родственников Жонаса Савимби, его младший сын непосредственно не участвовал в гражданской войне. Он покинул Анголу в 1993 и возвратился только в 2006. На следующий год он был кооптирован в политическое руководство УНИТА. Некоторое время был советником председателя партии Исайаша Самакувы. С 2010 Рафаэл Савимби — заместитель генерального секретаря УНИТА, секретарь по городским организациям.
Подобно другим родственникам основателя УНИТА — матери Катарине Савимби, тёте Джудит Пена, братьям Тану и Шейя Савимби, двоюродному брату Араужо Пена — Рафаэл Сакайта Савимби позиционируется как продолжатель традиции УНИТА. Их выступления отличаются большим радикализмом, нежели официальная позиция партии.

Рафаэл Савимби: Душ Сантуш считает, что после смерти Савимби не имеет себе равных. Это ошибка.

Шейя Савимби: Мы хотим восстановить харизму нашего отца. Его мужество даёт надежду миллионам ангольцев.

Тан Савимби: Мы должны адаптировать наследие отца к сегодняшним реалиям. Моё имя носит история. Это обязывает способствовать переменам.

В августе 2015 Рафаэл Савимби выступил с призывом к ангольской молодёжи включаться в политику для борьбы за подлинную демократию, «которая была целью его отца». Активен в пропаганде УНИТА и наследия Жонаса Савимби, выступает с лекциями об отце.

## Политик и депутат
Рафаэл Савимби акцентирует вопросы экономической политики, призывает к эффективному производительному использованию доходов нефтяной отрасли, резко критикует политику правящей МПЛА и президента душ Сантуша. Занимается также проблемами ветеранов вооружённых сил УНИТА и вопросом о перезахоронении останков Савимби из Луэны (провинция Мошико) в Андуло (провинция Бие) в соответствии с племенной традицией.
В феврале 2014 года Рафаэл Савимби выразил намерение бороться за пост президента Анголы.

Главным оппонентом МПЛА в грядущей схватке остаётся УНИТА. Возглавляет её 70-летний бывший пастор евангелистов Исайаш Самакува, который считается умеренным политиком. Однако среди молодёжи растёт популярность более радикального деятеля — Рафаэла Савимби (сын Жонаса Савимби), и он уже заявил о своих президентских амбициях.

Большую активность Рафаэл Савимби проявляет в международной политике. Сохраняет и поддерживает традиционные связи УНИТА в таких странах, как Кот д’Ивуар, Марокко, Гана. Дружит с Самией Нкрумой, дочерью первого президента Ганы Кваме Нкрумы. Участвовал в инаугурации президента Ганы Наны Акуфо-Аддо. Установил контакт с канцлером ФРГ Ангелой Меркель.
На парламентских выборах 23 августа 2017 Рафаэл Савимби был избран депутатом Национальной ассамблеи от партии УНИТА. Однако, согласно официальным данным, большинство голосов и парламентских мандатов получило МПЛА (хотя с заметными потерями). В комментарии для одного из российских изданий Рафаэл Савимби назвал итоги выборов фальсифицированными и заявил, что УНИТА «использует все законные средства против этого мошенничества».
Вскоре после выборов Исайаш Самакува заявил о намерении к концу 2017 года уйти в отставку с поста председателя УНИТА. Стали обсуждаться кандидатуры преемников, среди которых был назван Рафаэл Савимби (наряду с Адалберту Кошта Жуниором, Паулу Лукамбой, Раулом Дандой. XIII съезд УНИТА в 2019 избрал новым председателем Кошта Жуниора.
31 октября 2017 Рафаэл Савимби заявил, что «если соратники захотят увидеть меня в ином статусе, с моей стороны проблем не будет». При этом он подчеркнул, что намерен опираться на собственные способности, а не на образ своего отца — хотя полностью привержен идеям и политическому курсу Савимби-старшего.

## Личность
Рафаэл Савимби женат, имеет четверых детей. Описывается как человек высокого роста, широкоплечий, с густым голосом и «манерами бывшего партизана, хотя не участвовал в войне».
Единственным своим доходом называет оклад партийного функционера в 1500 долларов. (Сыновья Савимби неоднократно подчёркивали, что отец не допускал для них каких бы то ни было привилегий.) Гордится часами Tissot, подаренными отцом в 1995 году, называет их своей единственной материальной ценностью.
Своим девизом Рафаэл Савимби называет Trabalho e honestidade — Труд и честность.